# فيتالي بوجن
فيتالي بوجن (بالروسية: Пугин, Виталий Владимирович)‏ هو لاعب كرة قدم روسي، ولد في 19 ديسمبر 1978 في إيفانوفو في روسيا. لعب مع سبارتك كوستروما ‏.

## وصلات خارجية
- فيتالي بوجن على موقع Soccerway.com (الإنجليزية)